# Seestermüher Zitronenapfel

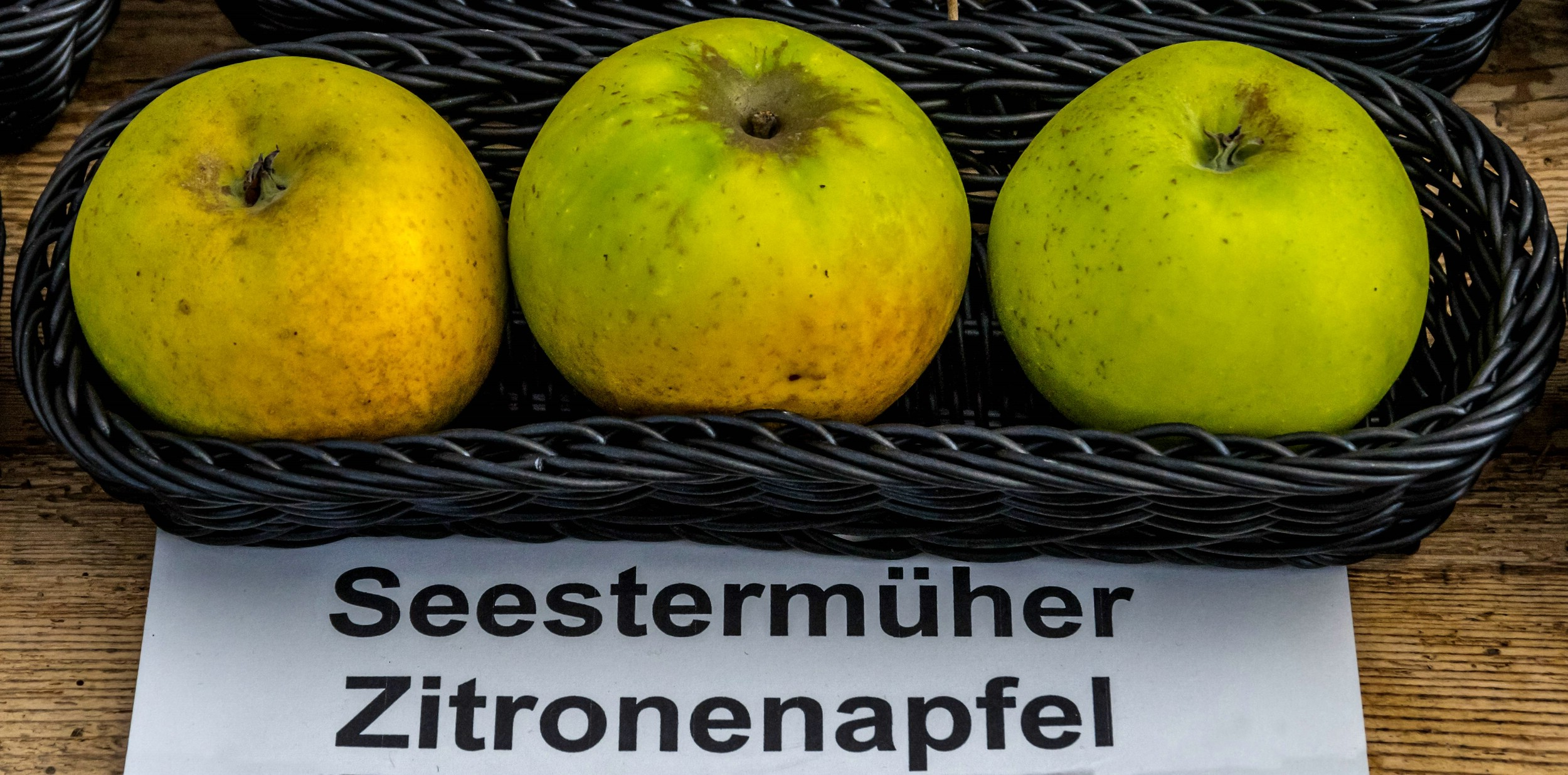
Bilder der Frucht

Der Seestermüher Zitronenapfel, auch Goldgelbe Renette oder Kohlapfel genannt, ist eine Sorte des Kulturapfels (Malus domestica).

## Beschreibung
Er ist ein aromatischer Winterapfel mit einer reichlichen Menge an großen bis sehr großen Früchten. Die Schale ist erst grüngelb und färbt sich dann zitronengelb. An der Stielgrube sind die Früchte häufig berostet.
Geerntet werden die süßsäuerlich schmeckenden Äpfel im Oktober. Sie können sofort verzehrt werden, sind aber auch lagerfähig bis etwa Januar und eignen sich zum Keltern.
Der Seestermüher Zitronenapfel ist nach dem Ort Seestermühe in Schleswig-Holstein benannt.
Der Seestermüher Zitronenapfel ist vom Aussterben bedroht und somit nur noch regional bedeutend. Er wurde 2007 zur „Streuobstsorte des Jahres“ in Norddeutschland gewählt.